# Pelo suelto (canción)
«Pelo suelto» es una canción pop escrita por Mary Morin [1] e interpretada por la cantante mexicana Gloria Trevi.Fue lanzado como primer sencillo de su segundo álbum de estudio Tu ángel de la guarda, lanzado en 1991. En 2008, la canción se situó en el puesto 32 de la lista "Las 100 + grandiosas canciones de los años noventa en español" de VH1 Latinoamérica.

## Antecedentes
Esta canción fue la segunda producción de Sergio Andrade para Trevi la cual fue un éxito de los 90: tema que se convirtió en un himno de la juventud mexicana de ese momento y con el que la prensa internacional bautizó (la chica del pelo suelto).
Además con esto debutó en la gran pantalla con el primer largometraje homonimo en diciembre de 1991 dirigido por Pedro Galindo III. La cinta, nombrada en honor al tema, logró romper récords de taquilla en la historia nacional del cine mexicano compitiendo con producciones hollywoodenses. En entrevista, la intérprete dijo que, además de que esta canción fue con la que se dio a conocer en México y Latinoamérica, es muy significativa por el contexto en el cual la hizo [cita requerida]

## Otras versiones
La canción se encuentra en varias versiones de álbumes de la cantante:
1. Cántalo tú mismo (1993) Versión original de karaoke
2. ¡De pelos! Lo mejor de la Trevi (1997) Versión remix para radio (×2)
3. No soy monedita de oro (1999) Versión remix[8]
4. La trayectoria (2006) Versión en vivo[9]